# 20026 Bettyrobinson
20026 Bettyrobinson este o planetă minoră (asteroid), cu un diametru de 5,022 km, din centura de asteroizi. A fost descoperită pe 6 martie 1992 la Observatorul La Silla de Uppsala–ESO Survey of Asteroids and Comets⁠(d). 
Obiectul prezintă o orbită caracterizată de o semiaxă mare de 2,8535091 UAi, o excentricitate de 0,04, o înclinație de 2,72994 ° în raport cu ecliptica.